# Estoy triste
«Estoy triste» es una canción de la cantante anglo-española Jeanette lanzada como sencillo en agosto de 1972. Fue compuesta por Manuel Alejandro y con dirección de orquesta de Eddy Guerin. Fue producido por Rafael Trabucchelli(†) y la discográfica española Hispavox lo publicó y distribuyó. Tras el éxito de la canción «Soy rebelde» se acordó lanzar un tema que siguiera el perfil melódico de la cantante. «Estoy triste» fue incluido en el recopilatorio Palabras, promesas... (1973) y estuvo en listas de España y Ecuador lo que mantuvo a Jeanette en la escena musical 

## Antecedentes, composición y lanzamiento
Luego del éxito de «Soy rebelde» Hispavox solicita a Alejandro un tema acorde a este sencillo y compone «Estoy triste». Los arreglos y la dirección de orquesta estuvo a cargo de Eddy Guerin. Su letra sigue el estilo de «Soy rebelde» y su tema se centra en la descripción de una persona que se pregunta por qué tiene todos los placeres de la vida menos el amor. Como segundo tema se escogió «No digas nada», una canción que Jeanette compuso para el conjunto Pic-Nic reeditado con arreglos de Waldo de los Rios.
En agosto de 1972 fue lanzado y distribuido por Hispavox. En 1973 se incluyó en el listado de canciones del álbum Palabras, promesas... y en 1976 a razón del éxito de la canción «Porque te vas» en Francia, se tradujo al idioma francés con el título «Je suis triste».

## Recepción
«Estoy triste» apareció en el listado musical de España en la semana del 4 al 10 de setiembre de 1972 en la posición 19. La siguiente semana cayo a la posición 20 y la subsiguiente no regresó al listado. En Ecuador según la revista Billboard en el listado "Hits of the world" la canción llegó al puesto 2.
En cuanto a críticas «Estoy triste» fue calificado de manera mixta. José Ramón Pardo, periodista del diario ABC de España indica que Trabucchelli es el artífice del éxito de Jeanette en canciones como «Soy rebelde» y «Estoy triste» ya que su voz es escasa y afirma que el productor es más importante que muchos artistas. Julián Molero de lafonoteca manifiesta que «Estoy triste» es una bella balada con un original tratamiento orquestal y posiblemente superior a su anterior sencillo, pero concluye que su fracaso radica en la extensión excesiva de la canción.
A finales de 1972 «Estoy triste» sumo con tres puntos a los 344 puntos de la canción «Soy rebelde» para que Jeanette quedara en el segundo lugar de las cantantes femeninas con más votos según una encuesta del diario español ABC. Ese mismo año esta canción fue incluida en el compilado Lo mejor del año vol. 9 lanzado por Hispavox. El periódico español 20 minutos en su versión digital convocó a sus lectores escoger las mejores canciones de Jeanette y «Estoy triste» se ubicó en el undécimo lugar de todas las canciones en votación.
El conjunto infantil La Pandilla hizo una versión de esta canción para su álbum La pandilla (1973). Como compositor firma Ana Magdalena.

## Lista de canciones y formatos
| Sencillo de 7" (1972) |                                                        |          |  |
| N.º                   | Título                                                 | Duración |  |
| 1.                    | «Estoy triste» (Manuel Alejandro)                      | 4:00     |  |
| 2.                    | «No digas nada» (J. Dimech - Adaptación: Rafael Turia) | 2:51     |  |

| Sencillo de 7" (1976) |                                                                          |          |  |
| N.º                   | Título                                                                   | Duración |  |
| 1.                    | «Je suis triste» (Adaptación: Claude Lemesle)                            | 3:58     |  |
| 2.                    | «L'inconnu qui m'aimera» (Manuel Alejandro - Adaptación: Claude Lemesle) | 3:12     |  |

## Créditos
- Jeanette: voz y coros - composición y letra («No digas nada»)
- Manuel Alejandro: composición y letra («Estoy triste»)
- Eddy Guerin: dirección de orquesta («Estoy triste»)
- Waldo de los Ríos: dirección de orquesta («No digas nada»)
- Rafael Turia: Adaptación al español («No digas nada»)
- Rafael Trabucchelli: productor
- Compañía discográfica: Hispavox

## Listas de popularidad
| País (Lista)                          | Posición |
| ------------------------------------- | -------- |
| Ecuador Billboard (Hits of the world) | 2        |
| España (Clasificación nacional)       | 19       |